# Nakajima A1N
Nakajima A1N (яп. 三式艦上戦闘機), палубный истребитель флота, Тип 3) — японский палубный истребитель-биплан времён японо-китайской войны. Разрабатывался компанией «Накадзима» на основе британского истребителя Gloster Gambet.

## Разработка прототипа
В апреле 1926 года Императорский флот Японии объявил конкурс на создание нового палубного истребителя для замены истребителей Mitsubishi 1MF. В конкурсе участвовали компании «Мицубиси» ("истребитель тип М"), «Айти» ("истребитель тип H", на базе конструкции Heinkel), «Накадзима» и «Каваниси». Компания «Накадзима» в 1920-е годы незначительно уступала «Мицубиси» в опыте авиастроения, но первые опыты конструирования авиации заканчивались постоянными авариями. Ситуация изменилась после начала работы инженера Дзинго Курибара на заводе в городе Ота, когда начался подъём общего производства. Когда был объявлен конкурс на разработку нового истребителя, компания обратилась за помощью к специалистам из британской авиастроительной компании Gloster.
Инженеры Nakajima в Англии подобрали два прототипа для разработки собственного самолёта: Gloster Gamecock и Gloster Gambet, разработанные Генри Фолландом. В июле 1927 года были закуплены два истребителя Gloster Gambet и получена лицензия на их производство и закупки двигателей Bristol Jupiter VI. Следя за опытом конкурентов, ушедших вперёд и допускавших ошибки в проектах, руководство завода в Ота изменили конструкцию самолёта, отказавшись от герметизации конструкции и решив разместить внутри силового набора самолёта воздушные мешки. В сентябре 1927 года прибыли образцы истребителей, и руководителем проекта разработки был назначен Такао Йосида, адаптировав Gloster Gambet под технологические особенности японского производства. Новый самолёт получил название Nakajima A1N и классификацию «палубный истребитель флотский, тип 3».
Испытания успешно завершились в первой половине 1928 года, а в августе истребитель A1N установил рекорд высоты для Японии, поднявшись на 7300 метров. С 1929 года истребитель стал входить в палубные авиагруппы.

## Описание

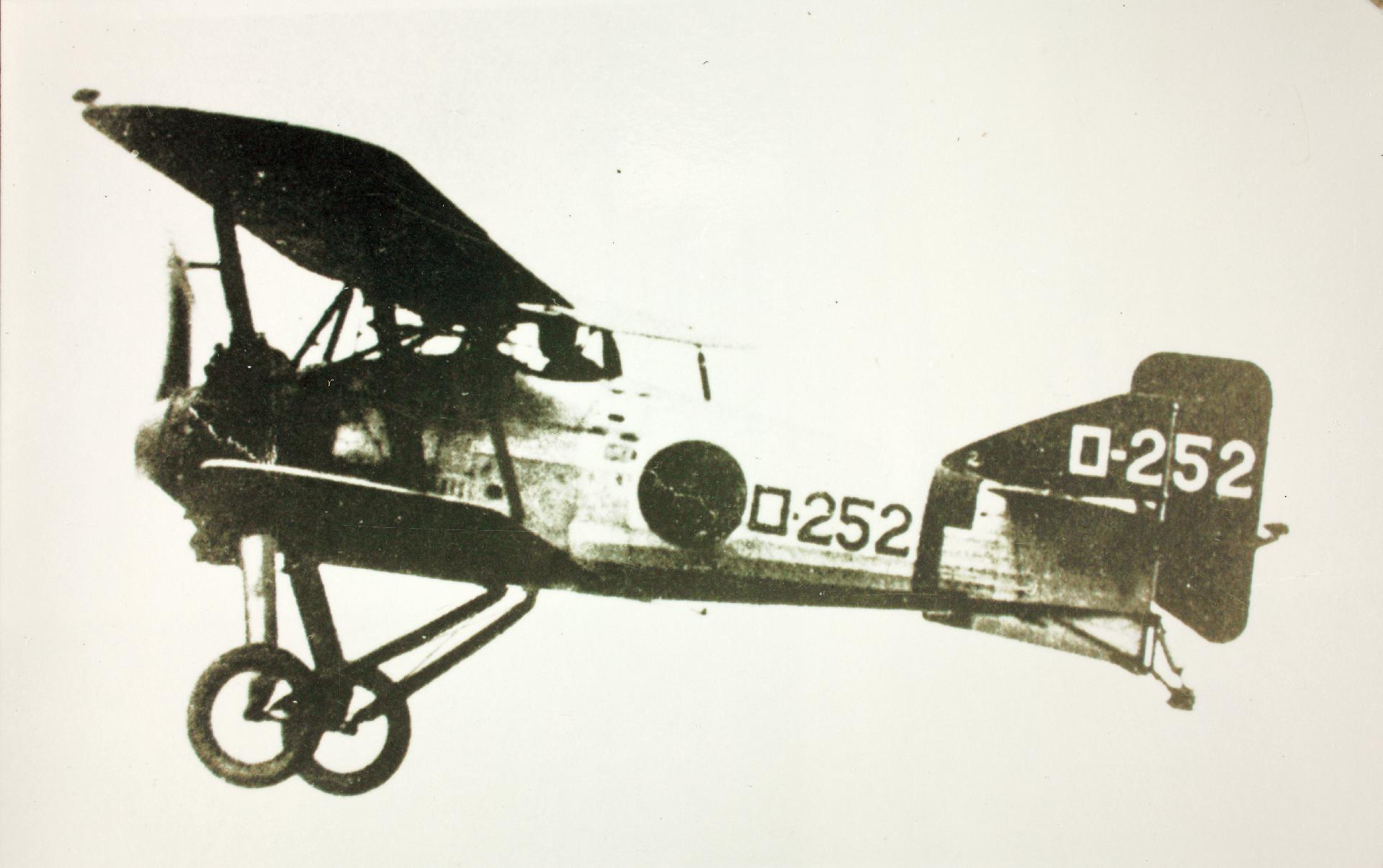
Nakajima A1N

Истребитель компании «Накадзима» представлял собой цельнодеревянный биплан с полотняной обшивкой и открытой кабиной, которую прикрывал небольшой козырёк. Внутри задней части фюзеляжа был расположен воздушный мешок, позволявший самолёту сохранять плавучесть в случае аварийной посадки (подобное решение использовалось на всей палубной авиации Японии в течение всей Второй мировой войны). Двигатель — 9-цилиндровый радиальный воздушного охлаждения Bristol Jupiter IV мощностью 420 л. с., который производился с конца 1927 года на японских заводах и стал базой для семейства японских авиадвигателей в 1930-е и 1940-е годы. Оружием были два 7,7-мм синхронные пулемёты Vickers-E. Дополнительно на борт принимались две 30-килограммовые бомбы.
С 1928 по 1929 годы было выпущено 50 экземпляров подобной модели, известной под индексом A1N1. Производство велось на заводе компании Nakajima в городе Ота. Позже была внедрена модификация A1N2 с двигателем Nakajima Kotobuki-2 мощностью 450 л. с., который был создан на основе Bristol Jupiter и Pratt & Whitney Wasp. В модели также заменили деревянный винт на металлический и убрали массивный кок. К концу 1932 года было выпущено около 100 образцов Nakajima A1N2.

## Служба

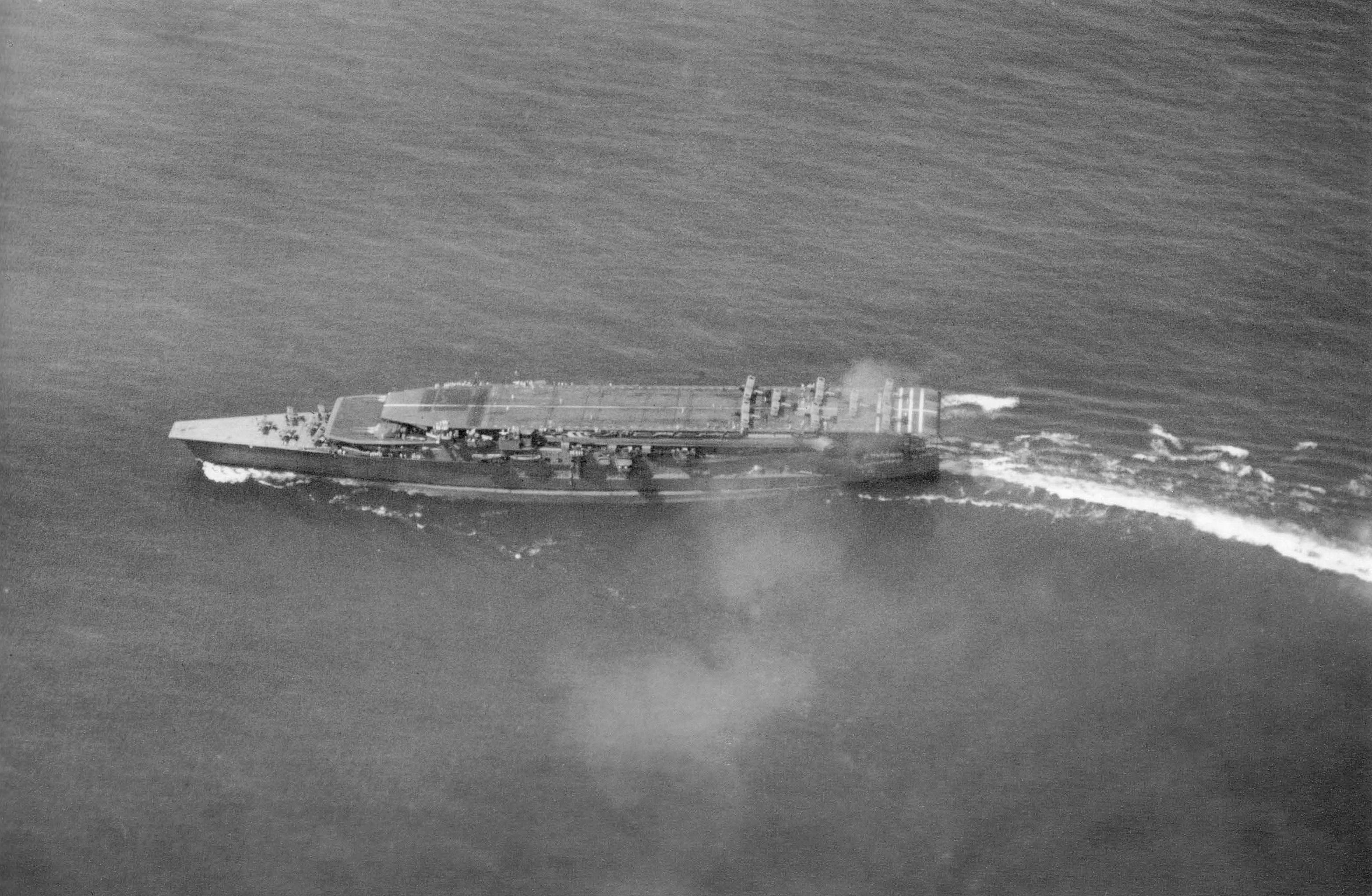
A1N на палубе авианосца «Кага», 1930 год.

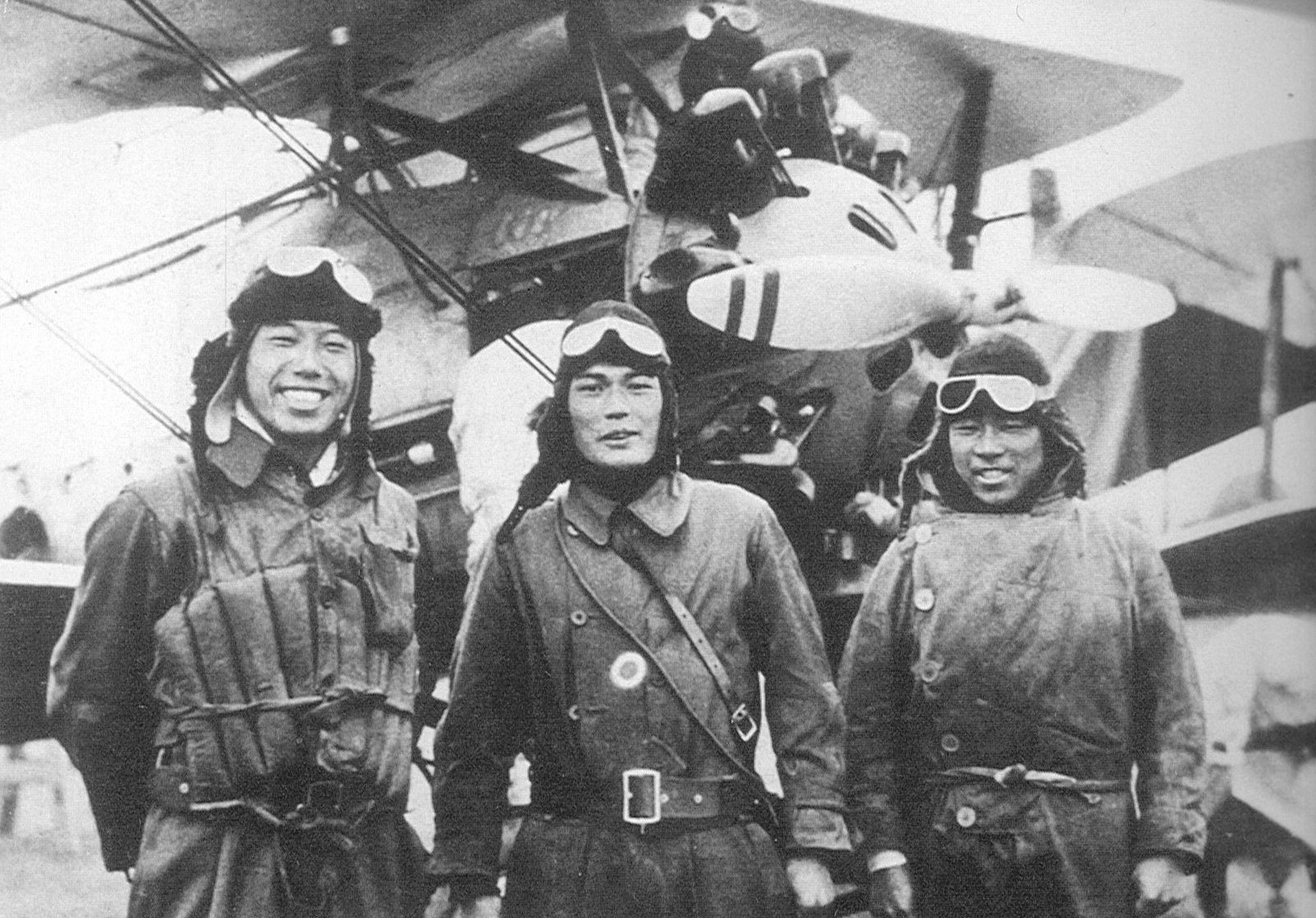
Участники боёв 22.02.1932, слева направо: Нокидзи Икута, Тосио Куроива, Кадзуо Такео.

С 1929 года истребители Nakajima A1N начали поступать на вооружение палубных групп авианосцев «Хосё», «Акаги» и «Кага», а с 1933 года — на «Рюдзё». Также они состояли на вооружении гарнизонов городов Касумигаура, Татеяма, Йокосука, Сасебо и Омура. В морской авиации истребитель состоял на вооружении до 1935 года, но успел отличиться в боях против китайцев: он стал первым самолётом, который одержал воздушную победу в пользу Японской империи.
27 января 1932 года к китайскому побережью вблизи Шанхая подошла японская эскадра в составе авианосцев «Кага» и «Хосё», линкора «Кирисима» и двух лёгких крейсеров (34 корабля, командир — вице-адмирал Китисабуро Номура. На следующий день начался так называемый «Шанхайский инцидент», переросший в полномасштабные боевые действия, затянувшиеся на два месяца. В ходе этих боёв японская авиация провела первую пробу сил: 9 истребителей A1N на «Хосё» и 24 на «Кага». 7 февраля 1932 года авиагруппа «Кага» во главе старшего лейтенанта Ёситане Янагимура перелетела на аэродром Кунда для поддержки своих войск. Самолёты вылетали на бомбардировку и штурмовку, но не атаковали авиацию.
Первый воздушный бой японской авиации состоялся 22 февраля 1932 года над железнодорожным узлом Сучжоу, когда три бомбардировщика Mitsubishi B1M под командованием старшего лейтенанта Сусуму Котани вылетели бомбить узел. Их сопровождали три истребителя Nakajima A1N: старший лейтенант Нокидзи Икута, старшина 2-й статьи Тосио Куроива и матрос Кадзуо Такео. На них понёсся китайский истребитель Boeing P-12, который пилотировал Роберт Маккоули Шорт, американский доброволец (англ. Robert McCawley Short). Шорт быстро атаковал ведущего бомбардировщика и открыл огонь: Котани, занимавший место штурмана, был убит на месте, также был ранен стрелок Сасаки. Икута и Куроива атаковали американца с тыла и расстреляли его самолёт. «Боинг» рухнул на землю, а Шорт погиб. Так была одержана первая победа японской авиации после Первой мировой войны. Погибший Котани и Шорт, а также выжившие пилоты истребителей прославлялись обеими сторонами как герои одинаково. Икута вышел в отставку в декабре 1932 года, во время Второй мировой войны работал инструктором лётной школы, дослужившись до звания капитан-лейтенанта и выйдя в отставку уже после войны. Японцы утверждают о ещё одной воздушной победе 26 февраля 1932 года, когда авиагруппа авианосца «Хосё» из лётчиков Токоро, Сайто и Ацуми сбила китайский истребитель, однако никаких данных, подтверждающих это, нет.
В 1935 году истребитель Nakajima A1N был убран из боевых частей и заменён новой модификацией Nakajima A2N.

## Модификации
Gloster Gambet
Прототип палубного истребителя, разработанный и построенный британской компанией Gloster с радиальным двигателем Bristol Jupiter VI (420 л.с. / 313 кВт), 1 экземпляр.
Nakajima A1N1
Ранняя японская серийная модификация. Лицензионный двигатель Jupiter VI, также выпускавшийся компанией Nakajima. В 1928-30 гг. построено 50.
Nakajima A1N2
Улучшенная серийная модификация, двигатель Nakajima Kotobuki 2 (450 л.с.  / 336 кВт). В период 1930-32 гг построено около 100.

## Характеристики

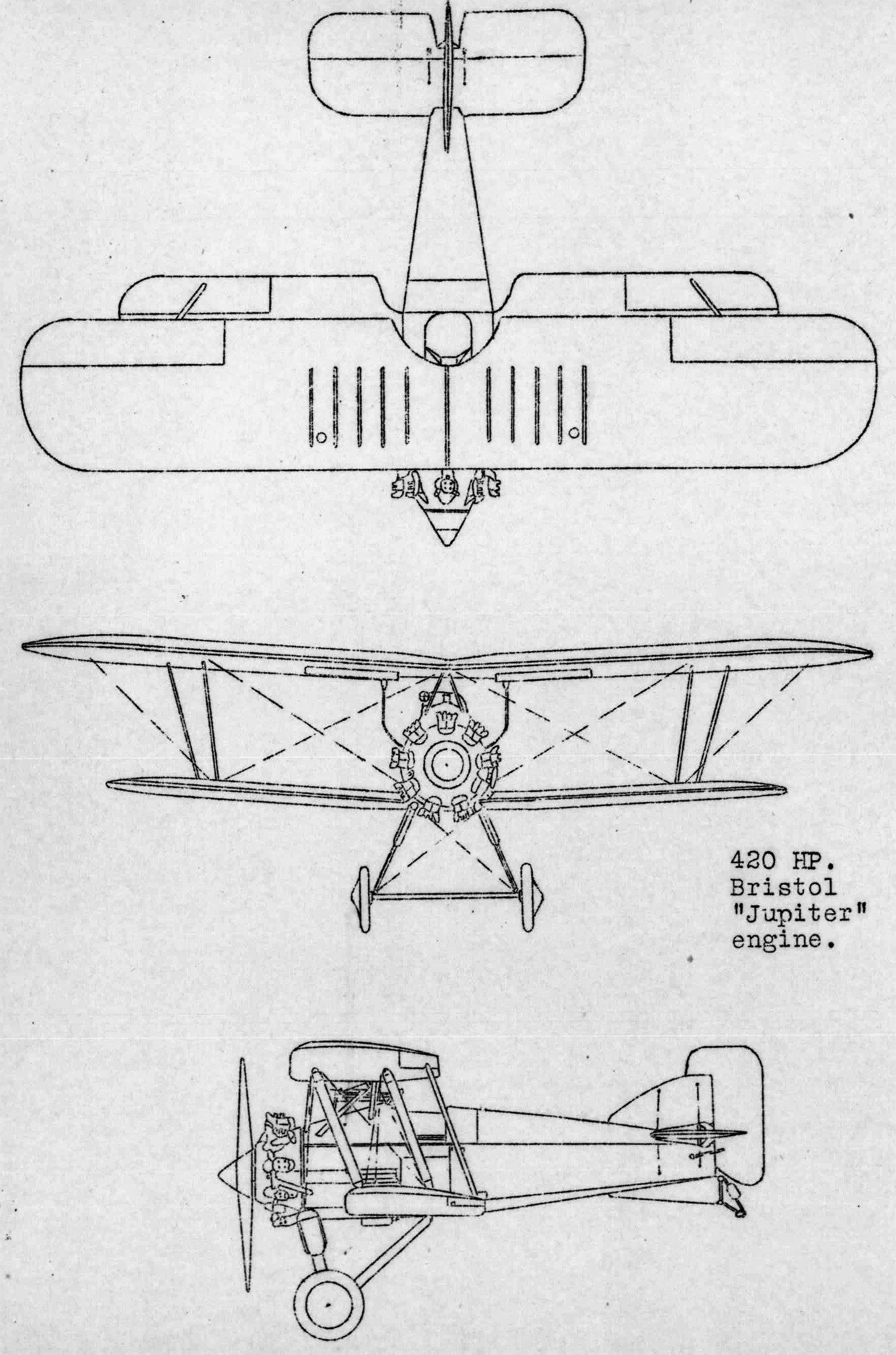
Схема Gloster Gambet из циркуляра NACA № 48, 1927 год.

Источник данных: Japanese Aircraft 1910-1941 

Технические характеристики
- Экипаж: 1 человек
- Длина: 6,5 м
- Размах крыла: 9,7 м
- Высота: 3,3 м
- Площадь крыла: 26,3 м²
- Масса пустого: 882 кг
- Нормальная взлётная масса: 1375 кг
- Силовая установка: 1 × 9-цилиндровый радиальный Nakajima Kotobuki-2
- Мощность двигателей: 1 × 450 л.с. (1 × 336 кВт)

Лётные характеристики
- Максимальная скорость: 241 км/ч
- Крейсерская скорость: 148 км/ч
- Практическая дальность: 370 км
- Практический потолок: 7 км

Вооружение
- Стрелково-пушечное: два 7,7-мм синхронных пулемёта Vickers-E
- Бомбы: 2 бомбы по 30 кг

## Эксплуатанты
Японская империя
- ВВС Императорского флота Японии